# Così diverso (álbum Valerio Scanu)
Così diverso es el cuarto álbum del cantante italiano Valerio Scanu, publicado el 20 de marzo de 2012 con   EMI y anunciado por el sencillo Amami, publicado el 9 de marzo de 2012.

## El álbum
El álbum, publicado dos años después del último álbum del cantante, contiene diez canciones y una bonus track disponible sólo en iTunes, la versión de Hallelujah, canción de Leonard Cohen de 1984.
Del álbum, el 1 de junio se extrajo el segundo sencillo: Libera mente. Poco tiempo después empieza el Così diverso tour.

## Títulos y autores
| N. | Títulos                          | Autores                                                 | Duración |
| -- | -------------------------------- | ------------------------------------------------------- | -------- |
| 1  | Trasparente                      | A. Bonomo - F. De Martino                               | 3:25     |
| 2  | Il sole è contro me              | S. Borzi - F. Paciotti                                  | 3:52     |
| 3  | Amami                            | S. Borzi - F. Paciotti                                  | 3:52     |
| 4  | Dove sei                         | L. Mattioni - M. Cianchi                                | 3:50     |
| 5  | Rondine                          | S. Grandi - E. Cecere                                   | 3:48     |
| 6  | Se è vero che ci sei             | D. Giustibelli, D Taraddei, S. Borzi                    | 4:19     |
| 7  | Libera mente                     | S. Borzi - F. Paciotti                                  | 2:52     |
| 8  | Sono qui per te                  | S. Borzi - F. Paciotti                                  | 4:11     |
| 9  | A modo mio                       | L. Mattioni - M. Cianchi                                | 3:46     |
| 10 | Così diverso                     | R. Tornetta, M. De Paolis, Stefano Borzi, Valerio Scanu | 4:09     |
| 11 | Hallelujah (Bonus Track Itunes ) | Leonard Cohen                                           | 3:58     |

## Éxito comercial
Così diverso debutó a la sexta posición de la clasificación FIMI Artisti
, la mejor posición de esta álbum, que todavía noha alcanzado el éxito de álbumes anteriores

## Clasificaciones
| Clasificación (2012) | Posición massima |
| -------------------- | ---------------- |
| Italia               | 6                |

## Band
Por il Così Diverso Tour, Valerio Scanu tiene este band:
- Martino Onorato: teclados
- Stefano Antonelli: guitarras
- Toto Ielasi: basso
- Meki Marturano: Batería

## Vídeos oficiales
Junto a este álbum fueron realizados dos vídeos oficiales:
| N. | Vídeos oficiales | Fecha de publicación | Otras informaciones              |
| -- | ---------------- | -------------------- | -------------------------------- |
| 1  | Amami            | 27 de marzo de 2012  | Dirección de Federico Paciotti   |
| 2  | Libera mente     | 28 de junio de 2012  | Colaboración con Sing Ring Video |